# Gulkana (centro abitato)
Gulkana è un piccolo centro abitato dell'Alaska centro-meridionale (Stati Uniti d'America). In realtà secondo l'amministrazione degli Stati Uniti d'America è definita CDP, ossia Census-designated place (non ha una forma di amministrazione legalmente riconosciuta) del Census Area di Valdez-Cordova appartenente al Unorganized Borough (vedi Borough e Census Area dell'Alaska).

## Geografia fisica
La cittadina è situata a 201 km da Valdez lungo l'autostrada Richardson (Richardson Highway). Si trova a metà strada tra il collegamento con l'autostrada Glenn (Glenn Highway) verso Anchorage e con il collegamento con l'autostrada Tok Cut-Off (Tok Cut-Off Highway) verso il Canada. A est è contornata dai monti Wrangell (Wrangell Mountains), a nord dalla catena dell'Alaska orientale (Alaska Range) a ovest da un gruppo di laghi, il lago Louise (Lake Louise) è il più importante, mentre a sud si trovano i monti Chugach (Chugach Mountains). A Gulkana termina il fiume Gulkana in quanto si immette nel fiume Copper che scorre vicino al centro abitato. Il fiume Gulkana è molto frequentato dal turismo in quanto oltre ad offrire una buona pesca e permette interessanti discese in canoa o kayak.
Secondo l'Ufficio del censimento degli Stati Uniti d'America Gulkana ha una superficie di 94,6 km{\displaystyle ^{2}} e una popolazione di 119 (secondo il censimento del 2010).

### Clima
La zona climatica della cittadina è prevalentemente subartica con lunghi inverni freddi ed estate relativamente calde. In gennaio la temperatura media inferiore è di -25 °C (-49 °C in casi eccezionali), mentre a luglio la media superiore è di 20 °C (record massimo 33 °C). In inverno può nevicare anche per 1 metro e oltre.

## Origini del nome
Il nome deriva dalla lingua Ahtna Athabascan, una lingua Na-Dené del gruppo etnico Ahtna della zona del fiume Copper dell'Alaska.

## Storia
Gulkana fin dai tempi storici è stata frequentata dai nativi in lingua Ahtna Athabascan (le date dei primi ritrovamenti archeologici variano tra i 7.000 ai 5.000 anni fa). In tempi moderni Gulkana è stata fondata nel 1903 come stazione telegrafica con il nome di Kulkana. Più recentemente la popolazione di Gulkana ha avuto un certo sviluppo dopo la costruzione dell'Autostrada Richardson (Richardson Highway) e il collegamento con Fairbanks, Valdez e Anchorage tramite l'Autostrada Glenn (Glenn Highway).

## Galleria d'immagini

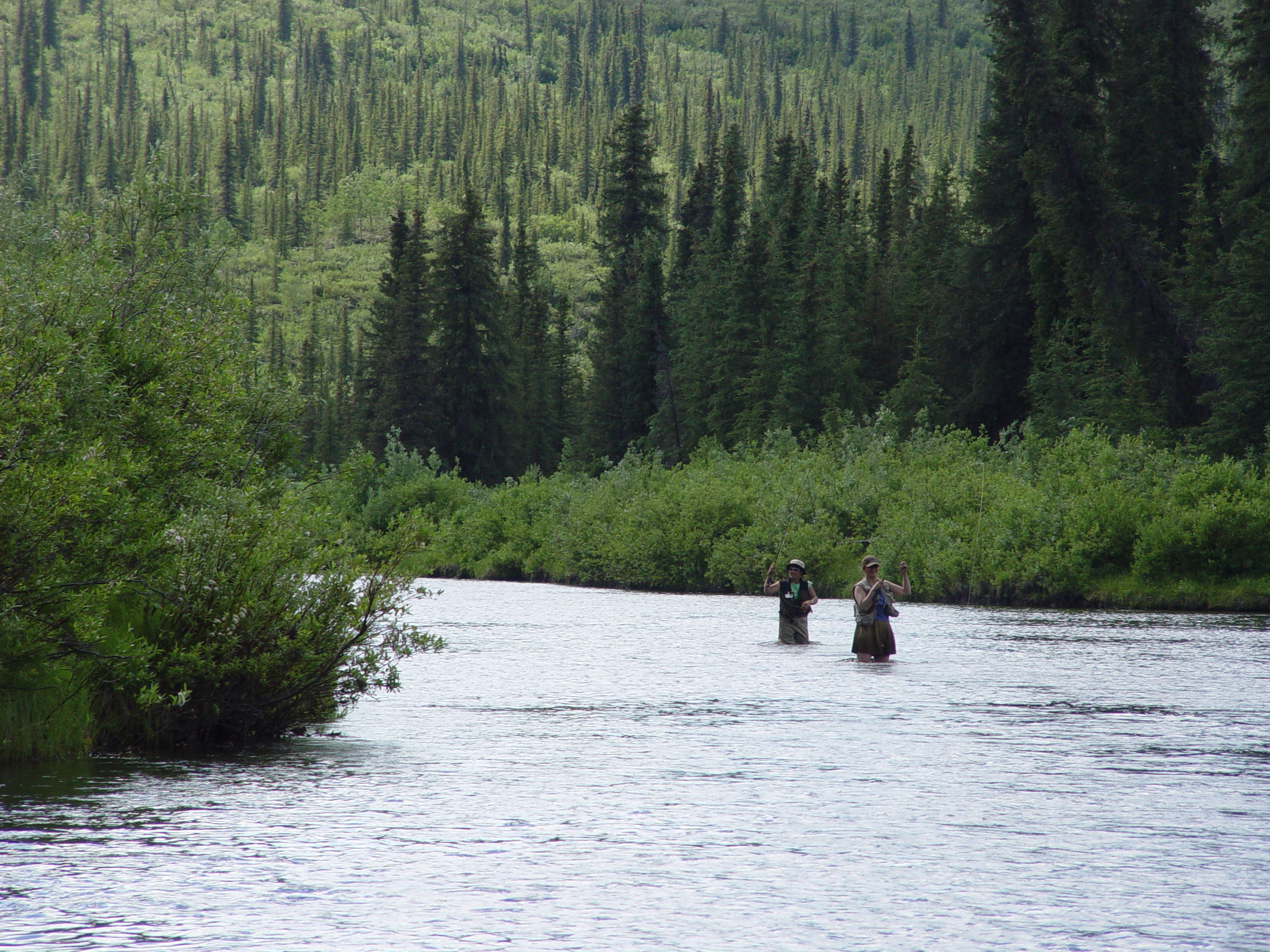
Pescatori lungo il fiume Gulkana
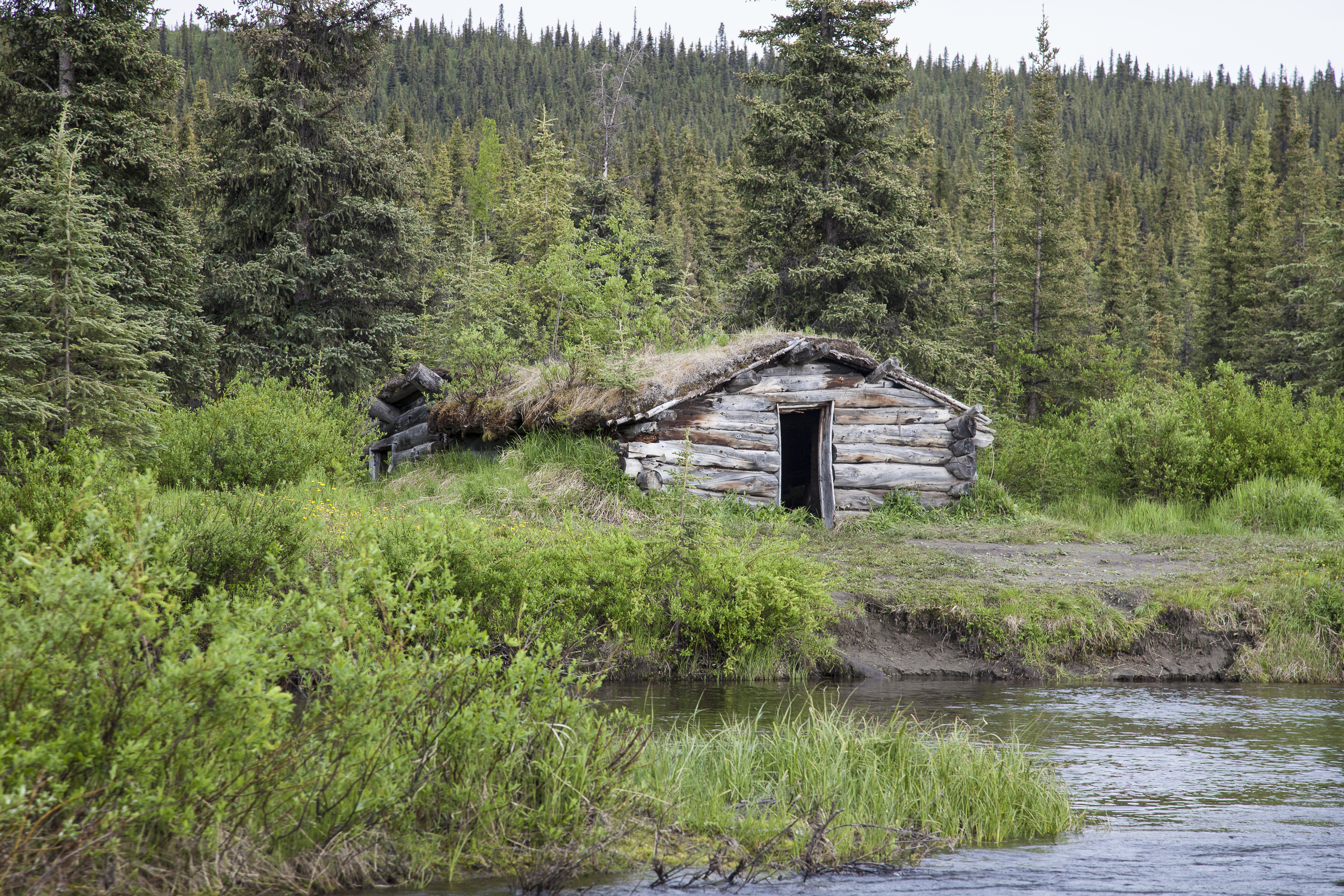
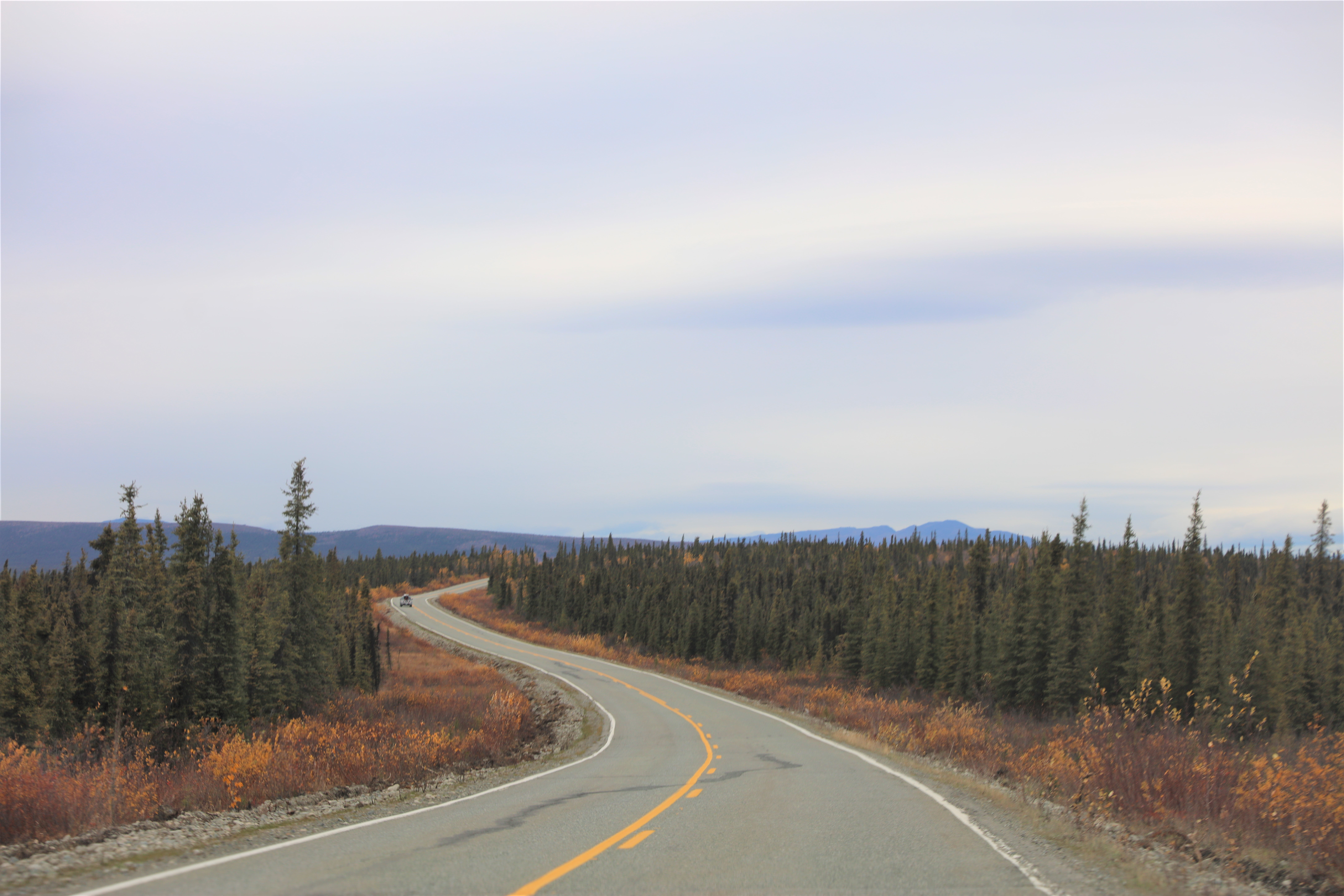
L'autostrada Richardson
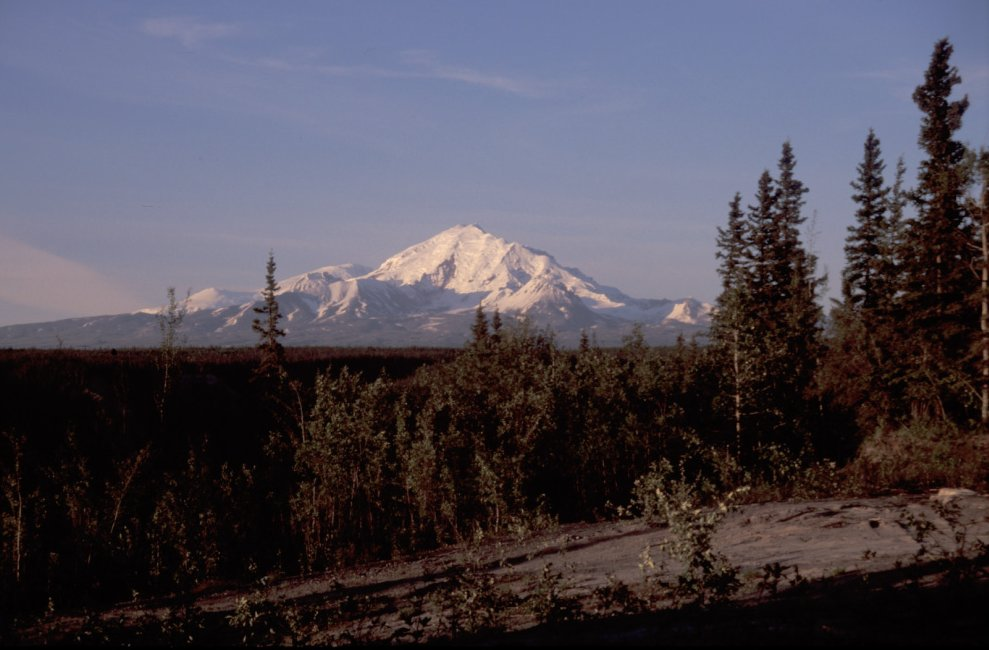
I monti Wrangell